# مؤتمر رسامة المرأة
يعد الاتحاد الكنسي لترسيم المرأة أقدم وأكبر منظمة تعمل على تعيين النساء شمامسة، كهنة، وأساقفة في الكنسية الكاثوليكية الرومانية. تأسس الاتحاد عام 1975 ليؤيد في المقام الأول ترسيم المرأة داخل الكنيسة. جاءت فكرة المؤتمر عام 1974 عندما سألت ماري ب. لينش الناس على قائمة عيد الميلاد إذا قد حان الوقت للتساؤل علنا «هل يمكن أن تكون النساء الكاثوليكيات كهنة؟» أجابت 31 امرأة ورجل واحد بنعم، وبالتالي تم تشكيل فريق عمل وتخطيط لاجتماع وطني. عُقِد أول اجتماع في مدينة ديترويت بولاية ميشيغان في عطلة عيد الشكر لعام 1975 بحضور حوالي 2000 شخص.

## القيادة ووجهات نظر
كيت ماكليوي هي المدير التنفيذي لمؤتمر رسامة المرأة.
وخلُصت قيادات مؤتمر رسامة المرأة مؤخرًا إلى أنه لا يوجد أي أسس قائمة على النص المقدس لاستبعاد المرأة من الكهنوتية الكاثوليكية بناءً على اللاهوتيين الكاثوليكيين للجنة الفاتيكان البابوبية للكتاب المقدس، قائلين أن البابا فرانسيس يمكنه  توضيح هذه النتيجة للسماح بالنساء في التسلسل الكهنوتي.
«يمكن للبابا فرانسيس أن يقتبس عن الفاتيكان نفسه عن اللجنة البابوية للكتاب المقدس والتي توصلت في عام 1976 لعدم وجود سبب قائم نصيّ أو لاهوتي لمنع ترسيم النساء.»
ويستند مؤتمر رسامة المرأة إلى عدد من المواد المقدسة والتاريخية واللاهوتية والسياسية والتي تدعم ترسيم المرأة. وتتضمن هذه المواضع وجود النساء كشركاء في خدمة المسيح، ودلائل لقيادة المرأة للكنيسة في وقت مبكرة والوضع اللاهوتي لإمكانية المرأة تمثيل المسيح على الأرض وتطور الكنيسة عبر التاريخ وشرعية العمل النسائي والنتائج الاجتماعية السياسية لمساواة المرأة في مجال القيادة.

## تاريخ
بعد تأسيسها في عام 1975 اكتسبت المنظمة في البداية سمعة سيئة وذلك أثناء زيارة البابا يوحنا بولس الثاني الولايات المتحدة لأول مرة في عام 1979. ونظم قادة المجموعة وقفة احتجاجية في الليلة التي سبقت ظهور البابا في كاتدرائية الضريح الوطني لعيد الحبل بلادنس في العاصمة واشنطن. وطلبت الأم ميرسي ثيريسا كين من البابا السماح للنساء بالخدمة في كل كهنوت الكنيسة الكاثوليكية أثناء كلمته بالكاتدرائية.
واستضافت المنظمة أيضًا عدة مؤتمرات بعد حدثها الافتتاحي بديترويت في عام 1975 بجانب مؤتمرات ببالتيمور عام 1978 وبالعاصمة واشنطن في عام 1995. كما استضافت مؤتمرات بالاشتراك مع المؤسسة العالمية لترسيم المرأة بدبلين، أيرلندا في عام 2001 وباوتوا، كندا في عام 2002. وعقدت المنظمتين مؤتمر بفيلاديفيا عام 2015 قبيل زيارة البابا فرانسيس الولايات المتحدة لأول مرة.
ونظمت المنظمة في أكتوبر 2018 وقفة احتجاجية أمام مجمع العقيدة والإيمان بروما لتطالب ب«صوت النساء الكاثوليكيات» خلال الاجتماع العام الخامس عشر لمجمع الأساقفة «لإيمان الشباب والتمييز المهني بالكنيسة». وقد اكتسبت «صوت النساء الكاثوليكيات» دعم الليبراليين والمحافظين على حد سواء في الدفاع عن حق الرؤساء الدينيات من النساء في التصويت مثل الرؤساء الدينيين من الرجال في المجمع الديني. كما اشتبك أعضاء المنظمة وغيرهم من جماعات الإصلاح الديني مع الشرطة الايطالية أثناء الاحتجاج.

## نزاع
وتعرضت منظمة أخرى معنية بترسيم المرأة في الكنيسة الكاثوليكية، وهي منظمة الكهنة النساء للكنيسة الكاثوليكية الرومانية، لـحرمان كنسي فوري من قبل مجمع العقيدة والإيمان. ويُقال أن قيادات منظمة مؤتمر رسامة المرأة الذي يحاول ترسيم النساء ومنظمة الكهنة النساء للكنيسة الكاثوليكية الرومانية قد يتشاركا في الحصول على قرار مصدق  للحرمان الكنسي.